# 埃米莉·巴伦西亚诺
埃米莉·巴伦西亚诺·罗哈斯（西班牙語：Emilie Valenciano Rojas；1997年2月15日—），哥斯达黎加女子足球运动员，司职后卫，目前效力于阿什维尔市足球俱乐部和哥斯达黎加国家女子足球队。她曾代表哥斯达黎加参加2022年中北美洲及加勒比海女子足球锦标赛和2023年国际足联女子世界杯等多场国际赛事。